# Anton Drexler
Anton Drexler (13 de junho de 1884 – 24 de fevereiro de 1942) foi um agitador político alemão de extrema-direita do Movimento Völkisch na década de 1920. Fundou o Partido Alemão dos Trabalhadores (DAP), o antecedente pangermânico e antissemita do Partido Nacional-Socialista dos Trabalhadores Alemães (NSDAP). Drexler orientou seu sucessor no NSDAP, Adolf Hitler, durante seus primeiros anos na política.

## Biografia
Nascido em Munique, Drexler foi montador de máquinas antes de se tornar ferramenteiro ferroviário e chaveiro em Berlim.  Acredita-se que ele tenha ficado decepcionado com sua renda e tocado cítara em restaurantes para complementar seus ganhos.  Drexler não serviu nas forças armadas durante a Primeira Guerra Mundial porque foi considerado fisicamente inapto para o serviço.  

## Política
Durante a Primeira Guerra Mundial, Drexler juntou-se ao Partido da Pátria Alemã,  um partido de extrema-direita de curta duração, ativo durante a última fase da guerra, que desempenhou um papel significativo no surgimento do mito da facada nas costas e a difamação de certos políticos como os " Criminosos de Novembro".
Em março de 1918, Drexler fundou uma filial da liga do Comitê dos Trabalhadores Livres para uma Boa Paz (Der Freie Arbeiterausschuss für einen guten Frieden).  Karl Harrer, jornalista e membro da Sociedade Thule, convenceu Drexler e vários outros a formar o Círculo dos Trabalhadores Políticos (Politischer Arbeiter-Zirkel) em 1918.  Os membros reuniam-se periodicamente para discussões sobre nacionalismo e antissemitismo. 

### Partido Alemão dos Trabalhadores

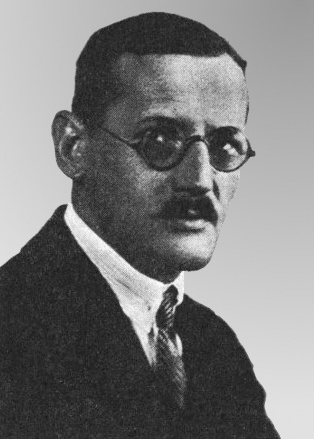
Drexler (data desconhecida)

Juntamente com Harrer, Drexler fundou o Partido dos Trabalhadores Alemães (DAP) em Munique em 5 de janeiro de 1919.  Numa reunião do DAP em Munique, em setembro de 1919, o orador principal foi Gottfried Feder, que deu uma palestra sobre o tema “a quebra da escravidão por juros”. Quando a palestra de Feder terminou, Adolf Hitler – que participou da reunião como parte de sua missão do Exército Alemão para vigiar os agitadores políticos – envolveu-se em uma acalorada discussão política com um visitante, o professor Adalbert Baumann, que questionou a solidez dos argumentos de Feder e em por sua vez, falou a favor do separatismo bávaro.  Ao atacar veementemente os argumentos do homem, Hitler impressionou os demais membros do partido com sua habilidade oratória e, segundo ele, o professor saiu derrotado da sala.  Drexler abordou Hitler e deu-lhe uma cópia de seu panfleto "Meu Despertar Político".  Mais tarde, Hitler afirmou que a literatura refletia os ideais que ele já defendia desde o seu próprio "despertar político".  Impressionado com Hitler, Drexler o encorajou a ingressar no DAP. Por ordem dos seus superiores do exército, Hitler candidatou-se para aderir ao partido. 
Uma vez aceito, Hitler começou a tornar o partido mais público, atraindo pessoas com suas habilidades oratórias, o que o levou a organizar a maior reunião do partido até então, que atraiu 2.000 pessoas ao Hofbräuhaus em Munique em 24 de fevereiro de 1920. Foi neste discurso que Hitler, pela primeira vez, enunciou os vinte e cinco pontos do manifesto do Partido, de sua autoria juntamente com Drexler e Feder.  Através destes pontos ele deu à organização uma política externa, incluindo a revogação do Tratado de Versalhes, uma Grande Alemanha, expansão oriental e exclusão dos judeus da cidadania.  No mesmo dia, o partido foi renomeado como Partido Nacional-Socialista dos Trabalhadores Alemães (Nationalsozialistische Deutsche Arbeiterpartei, NSDAP). 
Após uma disputa intrapartidária, Hitler apresentou furiosamente a sua demissão em 11 de julho de 1921. Drexler e os membros do comitê governante do partido perceberam que a renúncia de sua principal figura pública e orador significaria o fim do partido. Assim, a liderança do Partido pediu a Dietrich Eckart que falasse com Hitler e lhe transmitisse as condições em que ele concordaria em regressar.  Hitler anunciou que voltaria ao partido com a condição de substituir Drexler como presidente do partido, com poderes ditatoriais e o título de "Führer", e que a sede do partido permaneceria em Munique. O comitê concordou e ele voltou ao partido como membro 3.680.  Drexler foi posteriormente transferido para a posição puramente simbólica de presidente honorário e deixou o partido em 1923. 
Drexler também era membro de um clube político Völkisch para membros abastados da sociedade de Munique, conhecido como Sociedade Thule. Sua filiação ao Partido Nazista terminou quando este foi temporariamente proibido em 1923 após o Putsch da Cervejaria, embora Drexler não tivesse participado da tentativa de golpe. Em 1924 foi eleito para o parlamento estadual da Baviera pelo partido Bloco Völkisch-Social (VSB), no qual atuou como vice-presidente até 1928. Ele não desempenhou nenhum papel na refundação do Partido Nazista em fevereiro de 1925 e voltou somente depois que Hitler ascendeu ao poder nacional em 1933.  Em maio de 1925, ele fundou um grupo com outros deputados do VSB, o Nationalsozialer Volksbund (Liga Nacional Social do Povo), mas foi dissolvido em 1927-1928.  Drexler recebeu a Ordem de Sangue do Partido Nazista em 1934 e ainda foi usado ocasionalmente como ferramenta de propaganda até cerca de 1937, mas nunca teve qualquer poder dentro do partido.

## Morte
Drexler morreu em Munique em fevereiro de 1942, após uma longa doença devido ao alcoolismo. 